# Tarcisio Fusco
Tarcisio Fusco (Sant'Agata de' Goti, 27 maggio 1904 – Roma, 1º gennaio 1962) è stato un compositore, direttore d'orchestra e pianista italiano.

## Biografia
Si diplomò in pianoforte, organo e composizione al conservatorio di Santa Cecilia. Fu direttore d'orchestra e compositore per la radio, per il cinema e per il teatro, dove lavorò più volte con Michele Galdieri.
Fu anche compositore di canzoni, specializzato nel genere classico napoletano, e tra i suoi brani più noti vi furono Canzone appassionata, portata al successo da Nilla Pizzi, Piripicchio e Piripicchia, brano partecipante al Festival di Sanremo 1954, Luna chiara e Cantammola 'sta canzone, brani partecipanti al Festival di Napoli rispettivamente nel 1955 e nel 1957.

## Filmografia
- Boccaccio, regia di Marcello Albani (1940)
- 07... tassì, regia di Alberto D'Aversa (1943)
- Vivere a sbafo, regia di Giorgio Ferroni (1949)
- Bellezze a Capri, regia di Adelchi Bianchi (1951)
- Libera uscita, regia di Duilio Coletti (1951)
- Trieste cantico d'amore, regia di Max Calandri (1951)
- Il tallone d'Achille, regia di Mario Amendola e Ruggero Maccari (1952)
- Papà ti ricordo, regia di Mario Volpe (1952)
- La storia del fornaretto di Venezia, regia di Giacinto Solito (1952)
- Abracadabra, regia di Max Neufeld (1952)
- L'eterna catena, regia di Anton Giulio Majano (1952)
- La Gioconda, regia di Giacinto Solito (1953)
- Addio, figlio mio!, regia di Giuseppe Guarino (1953)
- Madonna delle rose, regia di Enzo Di Gianni (1953)
- Milanesi a Napoli, regia di Enzo Di Gianni (1954)
- Napoli terra d'amore, regia di Camillo Mastrocinque (1954)
- Cheri-Bibi (Il forzato della Guiana) (Chéri-Bibi), regia di Marcello Pagliero (1955)
- I vagabondi delle stelle, regia di Nino Stresa (1956)
- Faccia da mascalzone, regia di Raffaele Andreassi (1956)
- L'arciere nero, regia di Piero Pierotti (1959)
- La congiura dei Borgia, regia di Antonio Racioppi (1959)
- La donna di ghiaccio, regia di Antonio Racioppi (1960)
- Gli scontenti, regia di Giuseppe Lipartiti (1961)
- L'urlo dei Marines, regia di Alex Nicol (1961)